# 윤지유 (탁구 선수)
윤지유(2000년 12월 28일 ~ )는 대한민국의 장애인 탁구 선수이다. 16세가 되기 전에 2016년 하계 패럴림픽에서 동메달을 획득했다.
생후 28개월에 마비되었다. 이 마비는 척수 경색으로 인해 발생했다. 윤지유에게는 쌍둥이 형제가 있다.